# District de Yamakoshi

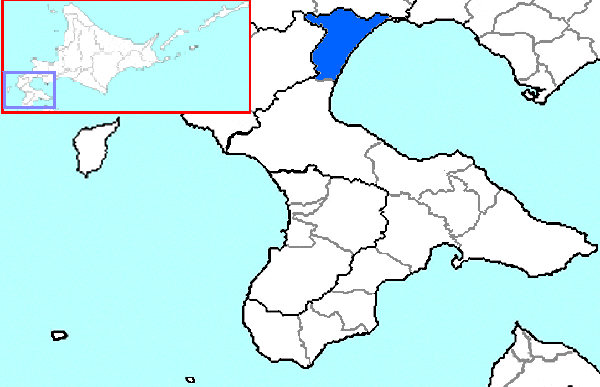
Le district de Yamakoshi dans la sous-préfecture d'Oshima.

Le district de Yamakoshi (山越郡, Yamakoshi-gun) est un district de la sous-préfecture d'Oshima au Japon.
Au 1er mars 2015, sa population était estimée à 5 674 habitants pour une superficie de 310,76 km2.

## Commune du district
- Oshamanbe